# No. 12 Commando
12-й загін британських командос (англ. No. 12 Commando) — підрозділ спеціального призначення британських командос, що структурно входив до складу британської армії за часів Другої світової війни. Загін сформований 5 серпня 1940 року, брав участь у проведенні спеціальних операцій у Норвегії та Франції. Розформований у грудні 1943 року.

## Історія

### 1941
У грудні британські командос провели два рейди на узбережжя Норвегії. 26 грудня 1941 року 12-й загін та 1-ї окремої норвезької роти за планом операції «Анкліт» за підтримки 22 кораблів та суден трьох флотів атакував Лофотенські острови. У той час німецькі військовики переважно святкували наступне свято після Різдва — День подарунків. Протягом двох діб оперативна група флоту та командос утримували низку важливих об'єктів на островах, зокрема вивели з ладу 2 ворожі радіостанції та потопили декілька суден.
На патрульному кораблі Geier британці захопили деталі та документи кодування до шифрувальної машини «Енігма». Оперативна група повернулась без втрат, маючи на борту понад 200 норвежців, що приєднались до Руху опору й вступили до Норвезьких Вільних сил. Британці вважали операцію успішною, однак вивчили один урок — у майбутньому вони ніколи не проводили такого роду операцій без повітряної підтримки.
Однак, попри великі сили, що залучалися для виконання цього рейду, операція «Анкліт» була відволікаючим маневром перед значно важливішим нападом на норвезький острів Вогсей у Согн-ог-Ф'юране. Для проведення операції «Арчері» британський штаб об'єднаних операцій залучив значну кількість флоту й зведений загін командос з No. 2, 3, 4 та 6 підрозділів загальною кількістю 570 вояків. З повітря рейд підтримувала ударна група бомбардувальників та винищувачів-бомбардувальників Королівських ВПС.

### 1942
27-28 лютого 1942 року рота 2-го парашутного батальйону під командуванням майора Джона Фроста за підтримки командос 12-го загону висадилася зі швидкохідних десантних барж на французьке узбережжя, атакувала німецький радарний пост у містечку Брюневаль. Десантники зі спецназом у короткій сутичці ліквідували охорону й вкрали секретне радарне встаткування (усе, що десантники не змогли взяти із собою, було сфотографовано, а потім приведено в непридатність). Виконавши завдання, рейдова група без бою відійшла до берега й переправилася на судна, що очікували, втративши всього двох осіб полоненими — останні (радисти) не зуміли відшукати в темряві дорогу до місця збору.
У березні загін No. 2, посилений фахівцями-підривниками із загонів 1, 3, 4, 5, 6, 9 та 12 очолив основну ударну групу при проведенні одної з найславніших операцій в історії військ спеціального призначення — операції «Колісниця», або, так званий рейд на морський порт Сен-Назер.
Списаний британський есмінець «Кемпбелтаун» був начинений 4,25 тоннами вибухівки (в трюмі були зацементовані 24 глибинні бомби «Mark VII»), рухаючись поздовж атлантичного узбережжя Франції, у супроводі 18 кораблів забезпечення та підтримки, приховано підійшов до морського порту Сен-Назер і далі з розгону врізався у ворота потужного Нормандського сухого доку. У цей час, скориставшись рейвахом, що виник на місці події, командос сміливими діями вивели з ладу значну кількість об'єктів морського порту. Через 8 годин, встановлений на сповільнене підривання вибуховий пристрій, вибухнув, вщент зруйнувавши обладнання доку, вбивши 360 німецьких солдатів, й унеможливив його відновлення до кінця світової війни.
У цій операції взяв участь 241 командос, 64 з них загинули в боях з противником чи зникли безвісти; ще 109 — потрапили у полон. Два командос, серед п'яти нагороджених за цей рейд, підполковник Огастес Чарльз Ньюмен та сержант Томас Дюрран, отримали вищу нагороду — Хрест Вікторії. Ще 80 командос були відзначені за сміливість та відвагу іншими нагородами.

### 1943
На півночі Європи, в Норвегії, протягом лютого-березня 1943 підрозділи командос (бойові групи No. 5 (норвезька) загону No. 10, разом із загонами No. 12 та No. 14 (арктичний) командос), діючи з військової бази Лервік на Шетландських островах на швидкісних торпедних катерах типу MTB, провели низку невеликих за масштабом спеціальних рейдових операцій на норвезькому узбережжі: «Карчун» на місто Лейрвік, «Бренді» на місто Флуре, «Крекерс» на Согне-фіорд, «Раундебаут» та тощо.
У грудні 1943 року 12-й загін був розформований, а його особовий склад переведений до інших загонів британських командос: No. 1, 3, 5 та 6.